# Petelia aesyla
Petelia aesyla là một loài bướm đêm trong họ Geometridae.